# Magical Mystery Tour
Magical Mystery Tour je album skupine The Beatles, ki je v Združenem kraljestvu izšel kot dvojni EP 8. decembra 1967, v ZDA pa je izšel 27. novembra 1967 kot LP. Obe verziji vsebujeta šest skladb iz istoimenskega filma. Ameriška verzija vsebuje 6 skladb iz istoimenskega filma in 5 skladb, ki so v letu 1967 izšle kot singli.

## Seznam skladb

### Album
Vse pesmi je napisal in uglasbil duet Lennon/McCartney, razen kjer je posebej označeno.
| Stran 1: glasba iz filma Magical Mystery Tour | Stran 1: glasba iz filma Magical Mystery Tour                         | Stran 1: glasba iz filma Magical Mystery Tour |
| Št.                                           | Naslov                                                                | Dolžina                                       |
| --------------------------------------------- | --------------------------------------------------------------------- | --------------------------------------------- |
| 1.                                            | „Magical Mystery Tour‟                                                | 2:48                                          |
| 2.                                            | „The Fool on the Hill‟                                                | 3:00                                          |
| 3.                                            | „Flying‟ (John Lennon/Paul McCartney/George Harrison/Richard Starkey) | 2:16                                          |
| 4.                                            | „Blue Jay Way‟ (George Harrison)                                      | 3:50                                          |
| 5.                                            | „Your Mother Should Know‟                                             | 2:33                                          |
| 6.                                            | „I Am the Walrus‟                                                     | 4:35                                          |

| Stran 2: singli iz 1967 | Stran 2: singli iz 1967     | Stran 2: singli iz 1967 |
| Št.                     | Naslov                      | Dolžina                 |
| ----------------------- | --------------------------- | ----------------------- |
| 1.                      | „Hello, Goodbye‟            | 3:24                    |
| 2.                      | „Strawberry Fields Forever‟ | 4:05                    |
| 3.                      | „Penny Lane‟                | 3:00                    |
| 4.                      | „Baby, You're a Rich Man‟   | 3:07                    |
| 5.                      | „All You Need Is Love‟      | 3:57                    |
| Skupna dolžina:         | Skupna dolžina:             | 36:35                   |

## Dvojni EP

### Seznam skladb
| Stran 1 | Stran 1                   | Stran 1 |
| Št.     | Naslov                    | Dolžina |
| ------- | ------------------------- | ------- |
| 1.      | „Magical Mystery Tour‟    | 2:48    |
| 2.      | „Your Mother Should Know‟ | 2:33    |

| Stran 2 | Stran 2           | Stran 2 |
| Št.     | Naslov            | Dolžina |
| ------- | ----------------- | ------- |
| 3.      | „I Am the Walrus‟ | 4:35    |

| Stran 3 | Stran 3                | Stran 3 |
| Št.     | Naslov                 | Dolžina |
| ------- | ---------------------- | ------- |
| 4.      | „The Fool on the Hill‟ | 3:00    |
| 5.      | „Flying‟               | 2:16    |

| Stran 4         | Stran 4         | Stran 4 |
| Št.             | Naslov          | Dolžina |
| --------------- | --------------- | ------- |
| 6.              | „Blue Jay Way‟  | 3:50    |
| Skupna dolžina: | Skupna dolžina: | 19:08   |

## Zasedba

### The Beatles
- John Lennon – vokal, kitara, klaviature, orglice pri »The Fool on the Hill«
- Paul McCartney – vokal, bas kitara, kitara, klavir, mellotron, kljunasta flavta pri »The Fool on the Hill«
- George Harrison – vokal, kitara, orgle, orglice pri »The Fool on the Hill«
- Ringo Starr – bobni, tolkala

### Dodatni glasbeniki
- »Magical Mystery Tour« – Mal Evans in Neil Aspinall na tolkalih, David Mason, Elgar Howarth, Roy Copestake in John Wilbraham na trobentah
- »The Fool on the Hill« – Christoper Taylor, Richard Taylor in Jack Ellory na flavti
- »I Am the Walrus« – Sidney Sax, Jack Rothstein, Ralph Elman, Andrew McGee, Jack Greene, Louis Stevens, John Jezzard in Jack Richards na violinah, Lionel Ross, Eldon Fox, Brian Martin in Terry Weil na čelih in Neill Sanders, Tony Tunstall in Morris Miller na rogovih, Peggie Allen, Wendy Horan, Pat Whitmore, Jill Utting, June Day, Sylvia King, Irene King, G. Mallen, Fred Lucas, Mike Redway, John O'Neill, F. Dachtler, Allan Grant, D. Griffiths, J. Smith in J. Fraser na spremljevalnih vokalih
- »Hello, Goodbye« – Ken Essex, Leo Birnbaum na violas.
- »Strawberry Fields Forever« – Mal Evans na tolkalih, Tony Fisher, Greg Bowen, Derek Watkins in Stanley Roderick na trobentah in John Hall, Derek Simpson, Peter Halling, Norman Jones na čelih.
- »Penny Lane« – Ray Swinfield, P. Goody, Manny Winters in Dennis Walton na flavtah, Leon Calvert, Freddy Clayton, Bert Courtley in Duncan Campbell na trobentah, Dick Morgan in Mike Winfield na angleških rogovih, Frank Clarke na kontrabasu in David Mason na pikolo trobenti
- »Baby, You're a Rich Man« – Eddie Kramer na vibrafonu
- »All You Need Is Love« – George Martin na klavirju, Mick Jagger, Keith Richards, Marianne Faithfull, Keith Moon, Eric Clapton, Pattie Boyd Harrison, Jane Asher, Mike McGear, Maureen Starkey, Graham Nash, Rose Eccles Nash, Gary Leeds in Hunter Davies na spremljevalnih vokalih, Sidney Sax, Patrick Halling, Eric Bowie in Jack Holmes na violinah, Rex Morris in Don Honeywill na saksofonih, David Mason in Stanley Woods na trobentah, Evan Watkins in Henry Spain na rogovih, Jack Emblow na harmoniki, Brian Martin in Peter Halling na čelih